# 祈愿山海
《祈愿山海》是周深为王者荣耀演唱的兔年限定新春祝福曲。2023年1月17日作为数字单曲发布。此曲获得腾讯音乐榜2023年度榜单特别节目颁发的由你榜年度游戏歌曲TOP4，以及中国音像与数字出版协会《首届数字音乐年度盛典》年度公益歌曲两个奖项。

## 背景和风格
王者荣耀是腾讯集团2015年发布的一款多人在线快节奏竞技游戏。2023年是中国农历兔年。2023年1月17日，王者荣耀发布了兔年限定新春祝福曲《祈愿山海》，由周深演唱。歌曲对应王者荣耀兔年限定皮肤“山海有灵”系列，取材自先秦古籍《山海经》。
腾讯音乐评论：“歌曲在流行国风中加入电子旋律，周深用温暖且有张力的歌声，营造出新年的祥瑞氛围”。
周深作为王者荣耀快乐大使，这是他为王者荣耀演唱的第四首歌曲，前三首分别为：大乔孙策英雄曲《微光海洋》、荣耀中国节主题曲《时结》、王者荣耀七周年遇见主题曲《很高兴遇见你》。
2023年5月5日，周深作为“王者荣耀快乐大使”，参加QQ音乐与王者荣耀「听见·国乐」音乐会--五五朋友节专场，现场直播演唱《微光海洋》、《时结》、《祈愿山海》三首歌曲。

## 音乐视频
2023年1月17日，《祈愿山海》在音乐平台作为单曲发布。同时发布的还有周深和游戏动画形象共同出演的音乐视频。
国际在线文娱评论：“（周深）一身祥云刺绣白披风造型置身山海画卷中太仙了”，“承山海之瑞，启万象更新，深深的新春祝福请查收”。腾讯视频评论：“小甜粥唱出了山河壮丽，国泰民安”。

## 创作者
以下内容整理自QQ音乐：
- 演唱：周深
- 词：秦知愿/夜小末@金蜗牛lrc/赵素冰/季知拙
- 曲：小时姑娘/周俊成/芦全瑞
- 编曲：何山/周俊成
- 制作人：陈诗牧
- 和声：周深
- 合声编写：陈诗牧/徐威
- 录音/配唱：徐威
- 人声录音师：徐威@52Hz Studio(Shanghai)
- 人声录音室：55 Tec Studio
- 人声处理：徐威@52Hz Studio(Shanghai)
- 钢琴：陈诗牧
- 吉他：何山
- 小提琴独奏：王温迪
- 弦乐监制：刘辉
- 弦乐团：Brilliant Sound Orchestra
- 弦乐录音师：李巍
- 弦乐录音室：中国农影录音棚
- 混音/母带：赵靖 Big.J@SBMS Beijing
- 制作公司：SHIMUSIC
- 音乐总监：赵鸿飞
- 项目策划：李歆/李倩/郑良/龚盈/陈杰萍
- 歌曲企划：VV@TiMi Audio
- 歌曲监制：VV/Dreama/Bella@TiMi Audio
- 制作统筹：Ella/Yusa@TiMi Audio
- 出品：天美L1工作室/TiMi Audio Lab
- 特别鸣谢：周深工作室
- 唱片公司：腾讯

## 排行榜
以下榜单中未单独标注的榜单参考周深_星星播报站搜集的各音乐平台APP截屏：

| 日榜（2023年）                   | 峰值 |
| -------------------------------- | ---- |
| 中国（酷我音乐新歌榜）           | 1    |
| 中国（酷我音乐流行趋势榜）       | 1    |
| 中国（酷我音乐ACG新歌榜）        | 1    |
| 中国（酷我音乐华语新歌榜）       | 1    |
| 中国（酷我音乐MV榜）             | 1    |
| 中国（酷狗音乐内地榜）           | 2    |
| 中国（酷狗音乐飙升榜）           | 2    |
| 中国（QQ音乐飙升榜）             | 2    |
| 中国（QQ音乐新歌榜）             | 2    |
| 中国（酷我音乐飙升榜）           | 2    |
| 中国（酷我音乐华语榜）           | 2    |
| 中国（QQ音乐流行指数榜）         | 3    |
| 中国（bilibili全区排行榜--音乐） | 5    |
| 中国（酷我音乐热评榜）           | 8    |
| 中国（QQ音乐热歌榜）             | 9    |

| 周榜（2023年）               | 峰值 |
| ---------------------------- | ---- |
| 中国（酷狗音乐ACG新歌榜）    | 1    |
| 中国（QQ音乐国风热歌榜）     | 1    |
| 中国（QQ音乐内地榜）         | 1    |
| 中国（QQ音乐游戏音乐榜）     | 1    |
| 中国（QQ音乐巅峰榜MV内地榜） | 3    |
| 中国（QQ音乐巅峰榜MV总榜）   | 7    |
| 中国（腾讯音乐由你榜）       | 22   |

| 周榜（2023年）       | 峰值         |
| -------------------- | ------------ |
| 中国（QQ音乐巅峰榜） | 季度游戏单曲 |

| 半年榜（2023年）               | 峰值 |
| ------------------------------ | ---- |
| 中国（腾讯音乐由你榜国风歌曲） | 8    |

| 年榜（2023年）                               | 峰值     |
| -------------------------------------------- | -------- |
| 中国（央广华语音乐打歌中心2023年度音乐报告） | 百名之内 |

## 奖项
| 年份 | 颁奖机构                                   | 奖项                               | 结果 |
| ---- | ------------------------------------------ | ---------------------------------- | ---- |
| 2024 | 腾讯音乐榜2023年度榜单特别节目             | 由你榜年度游戏歌曲TOP4《祈愿山海》 | 獲獎 |
| 2024 | 中国音像与数字出版协会首届数字音乐年度盛典 | 年度游戏歌曲《祈愿山海》           | 獲獎 |

1. ↑  第二届中国数字音乐产业大会，但是大会第三天举行的是「首届数字音乐年度盛典」。